# Świeszyno, Tỉnh West Pomeranian
Świeszyno [ɕfjɛˈʂɨnɔ] (tiếng Đức Schwessin) là một ngôi làng ở hạt Koszalin, Tây Pomeranian Voivodeship, ở phía tây bắc Ba Lan. Đó là chỗ ngồi của gmina (khu hành chính) được gọi là Gmina Świeszyno.
Nó nằm khoảng 7 kilômét (4 mi)   phía nam Koszalin và 131 km (81 mi) về phía đông bắc của thủ đô khu vực Szczecin.
Làng có dân số 497.

## Cư dân đáng chú ý
- Ernst Pöppel (sinh năm 1940), nhà tâm lý học và thần kinh học người Đức